# Fontanes (Lot)
Fontanes – miejscowość i gmina we Francji, w regionie Oksytania, w departamencie Lot.
Według danych na rok 1990 gminę zamieszkiwały 353 osoby, a gęstość zaludnienia wynosiła 21 osób/km² (wśród 3020 gmin regionu Midi-Pireneje Fontanes plasuje się na 718. miejscu pod względem liczby ludności, natomiast pod względem powierzchni na miejscu 683.).